# 24.000 baci (album)
Pour les articles homonymes, voir 24.000 baci (homonymie).
Singles
24.000 baci est le premier album d'Aylin Prandi, sorti en juillet 2011.

## Liste des titres
| 1.    | 24 000 baci                             | Adriano Celentano, Piero Vivarelli, Lucio Fulci | 2:07 |
| 2.    | Solo Tu                                 | Matia Bazar                                     | 2:21 |
| 3.    | L'Italiana                              | Toto Cutugno, Cristiano Minello                 | 2:57 |
| 4.    | Twist à Saint-Tropez (St. Tropez twist) | Mazzocchi, Faiella, M. Cenci                    | 2:25 |
| 5.    | Tu vuo' fa' l'americano                 | Nicola Salerno, Renato Carosone                 | 2:34 |
| 6.    | Una storia importante                   | Eros Ramazzotti, Piero Cassano, Adelio Cogliati | 3:11 |
| 7.    | Via con me                              | Paolo Conte                                     | 2:38 |
| 8.    | Prima Canzone                           |                                                 | 2:41 |
| 9.    | Datemi un martello                      | Rita Pavone                                     | 2:56 |
| 10.   | Il ragazzo della via gluck              | Adriano Celentano                               | 3:50 |
| 11.   | Sarà perché ti amo                      | Ricchi e Poveri                                 | 2:35 |
| 12.   | Bambola                                 | Patty Pravo                                     | 2:50 |
| 13.   | Cuore                                   | Rita Pavone                                     | 2:54 |
| 14.   | Dov'è la felicità                       |                                                 | 2:45 |
| 38:44 |                                         |                                                 |      |

Note: La piste 4 a comme titre «Twist à Saint-Tropez» sur la pochette de l'album mais il s'agit en réalité de «St. Tropez twist», version originale de Peppino Di Capri en 1962.
Il ne s'agit pas de la chanson des Chats Sauvages.